# 2018年度香港行政長官施政報告

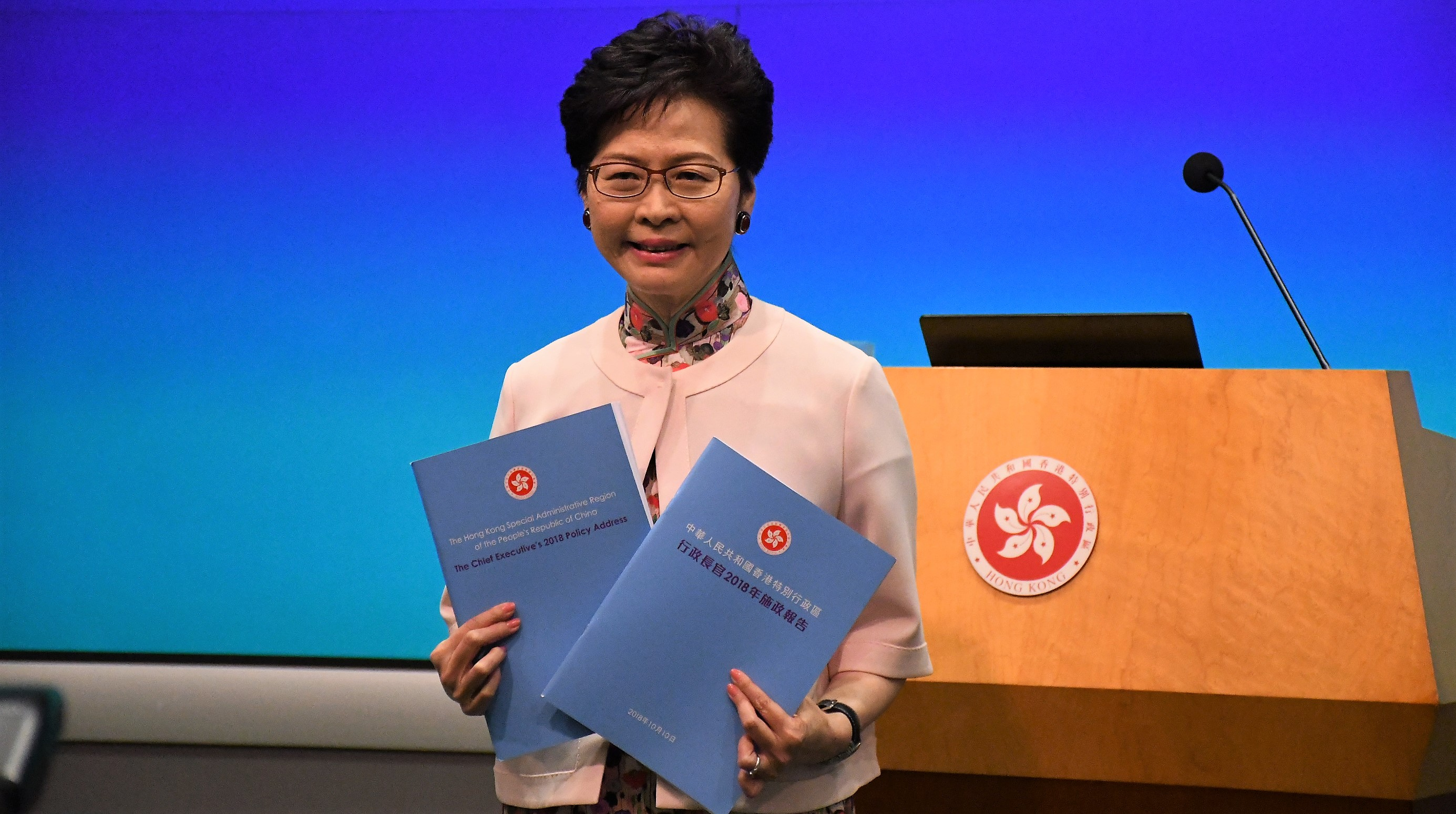
香港特首林鄭月娥在2018年10月10日發表任內第二份施政報告

《2018年度香港行政長官施政報告》是第五屆香港行政長官林鄭月娥所發表的第二份施政報告，於2018年10月10日在香港立法會發表，主題為「堅定前行 燃點希望」。其中「明日大嶼願景」填海造島計劃成為爭議焦點。港大民研晚上公布即時調查初步結果，34%受訪市民表示「不滿意」施政報告，「滿意」就有33%，平均分僅48.5分，比往年大跌14分，更拉低林鄭月娥的民望。

## 內容摘要

### 土地房屋
房屋
- 不會因經濟的短期波動，或物業價格的升跌動搖政府覓地造地
- 繼續落實新房屋政策，包括資助出售單位價格與市價脫鈎
- 增加公營房屋比例，調撥更多土地作公營房屋發展
- 香港房屋委員會考慮讓資助出售單位業主分租未補價單位予有需要的家庭，並推出公屋寬敞戶免租調遷優惠措施，年滿70歲的全長者寬敞戶，在調遷至較小的新或經翻新的單位後，可享終身全免租金
- 接納香港房屋協會(房協)建議，試行「長者業主樓換樓先導計劃」
- 撥地協助房協重建舊屋邨，並藉此增加房屋單位供應
- 邀請市區重建局研究重建公務員合作社地段

土地供應
- 持之以恆地開拓土地，並把七成新增土地，以房屋單位計算，用於公營房屋
- 推展「明日大嶼願景」，展開人工島填海研究，為香港增加土地供應、推動經濟發展及改善市民生活質素
- 2019年起研究新田及落馬洲發展區逾60公頃棕地，以制訂政策和措施
- 推出「土地共享先導計劃」，透過與私人發展商合作，加快新界棕地發展，在至少撥出6至7成樓面作公營房屋下，希望滿足短中期房屋需求
- 重啟工廈活化計劃，為業主改裝舊工廈提供誘因，並容許經活化的工廈提供過渡性房屋

### 宜居城市
交通
- 豁免或代專營巴士繳交政府和專營隧道/道路收費，以紓緩加價壓力（已於2019年2月17日實施）
- 理順三條過海隧道私家車、的士及電單車收費，分流過海交通（已於2023年8月2日實施）
- 於2019年就中環及其鄰近地區的「電子道路收費先導計劃」具體方案進行諮詢
- 與公共交通營辦商探討開放實時運作資訊，讓公眾免費使用
- 未來五年，在政府設施和公共休憩用地項目加設至少1500個公眾泊車位
- 復辦「中環－紅磡」渡輪航線，試辦行經啟德、紅磡、尖東、西九龍及中環的「水上的士」

環境保護
- 在2020年收緊新登記電單車的廢氣排放標準至歐盟四期、2023年年底前淘汰歐盟四期柴油商業車、就禁止柴油私家車在本港首次登記進行諮詢
- 立法實施都市固體廢物收費，增撥資源推行減廢及回收；政府帶頭避免使用即棄塑膠餐具，並研究管制使用有關餐具的可行性
- 政府帶頭發展可再生能源，為個人和非政府機構安裝可再生能源裝置提供支援
- 成立10億元的「大嶼山保育基金」，在大嶼山設步行道和遠足徑等。

樓宇安全
- 推出25億元「優化升降機資助計劃」，資助有需要業主優化舊式升降機

動物福利
- 修訂相關法例，保障動物福利
- 警隊推展「動物守護社區大使」計劃

民生
- 為天水圍和東涌興建公眾街市完成選址研究
- 衞生署會由2019-20年度起，分階段在其轄下診所進行更新及改善工程
- 落實「一地多用」的多層發展模式，如重建屯門診所、發展上環消防局旁的擬議救護站，以及整合荃灣市中心數塊政府用地的設施
- 研究擴建香港科學館及香港歷史博物館以提升博物館設施
- 提升香港濕地公園設施，以加強其作為生態旅遊景點的吸引力
- 積極研究在灣仔區建立活動場地以推廣設計及設計思維
- 政府會在日後的賣地條款中加入規定，要求發展商必須提供育嬰間和哺集乳室，以鼓勵和支援母乳餵哺。政府亦會在其新落成處所內提供上述設施

### 勞工及福利
- 在本屆政府任期內通過取消強制性公積金「對沖」的賦權法例，並在修例後兩年實施。政府會進一步提高承擔額，大幅增至293億元給予僱主支援，協助中小微企作好準備
- 延長法定產假由10星期增加至14星期（已於2020年12月11日實施），僱主可向政府申請發還額外增加的四星期產假薪酬開支，並即時延長所有女性公務員產假至14星期
- 盡快落實法定侍產假由3天增至5天（已於2019年1月18日實施）
- 研究新措施保障因工受傷僱員和職業病患者的權益，包括加強治療和復康服務、加快處理工傷個案、加強調查和檢控違例情況
- 加強保障政府服務承辦商非技術員工待遇和勞工權益
- 增撥資源給兒童事務委員會推行保障兒童權益的措施，包括提升幼兒照顧服務、及早識別和支援有福利需要的學前兒童及其家庭、加強對離異家庭的支援
- 於2019年10月增加到校學前康復服務名額至7000個
- 制訂新《香港康復計劃方案》，同時加強對殘疾人士家庭的社區支援服務，包括增設地區支援中心和增加到戶家居照顧服務
- 增加2000個「改善家居及社區照顧服務」名額和在第二階段「長者社區照顧服務券試驗計劃」中額外增加1000張服務券
- 把長者生活津貼擴展至廣東和福建省，進一步便利選擇在兩省養老的香港長者
- 動用超過5億元，加強對少數族裔人士的支援，促進共融

### 多元經濟
- 簽訂更多雙邊及多邊協議，提升香港國際商貿中心地位
- 全面參與和助力「一帶一路」建設，為經濟發展注入新動力
- 成立「粵港澳大灣區建設督導委員會」，全面統籌參與「粵港澳大灣區」建設，為香港發掘發展機遇
- 密切監察中美貿易摩擦對香港的影響，適時推行支援業界的措施

創新及科技
- 向研究資助局「研究基金」注資200億元、推出30億元「研究配對補助金計劃」，及推出「傑出學者計劃」，壯大本地科研和創科人才
- 加速再工業化，成立20億元「再工業化資助計劃」資助生產商在港設立智能生產線、撥款20億元在工業邨為先進製造業建設所需生產設施
- 推動技術轉移，增加對大學技術轉移處、「大學科技初創企業資助計劃」及「國家重點實驗室」和「國家工程技術中心香港分中心」的資助
- 政府部門公布開放數據年度計劃
- 推出支持創新的政府採購政策

航運及物流
- 擬定稅務措施以推動船舶租賃業務、提供海事保險業稅務減免、為國際海運業提供爭議解決服務、向「海運及空運人才培訓基金」注資2億元

金融
- 在今年底或明年初發出第一批虛擬銀行牌照（已於2019年3月27日發出）

電訊
- 主動開放合適政府場所予流動服務營辦商安裝5G基站

創意產業
- 向「電影發展基金」注資10億元，培育人才和提升港產片製作，拓展市場及觀眾群

### 培育人才
- 將公營中小學的教師職位全面學位化，涉及額外經常撥款約15億元
- 向公營及直資學校每年撥款9億元提供「全方位學習津貼」
- 為公營及直資學校提供5億7千萬元額外經常資源，加強學校及校董會的行政支援
- 每年額外撥款8億元，加強對有特殊教育需要學生的支援，包括提高教育心理學家與學校比例和在公營普通學校開設校本言語治療師職位
- 每年投放1億2千萬元額外經常開支，資助學生修讀指定的自資副學位課程
- 職業訓練局提供每年1 200個學額，讓學員以「邊學邊賺」模式投身專業技能行業

### 醫療衞生
- 加強基層醫療健康服務，在葵青設立首個地區康健中心，並以此為藍本，推展其他地區設立康健中心（葵青中心已於2019年9月25日啟用）
- 確立中醫藥在本港醫療服務的定位，在規劃中的中醫醫院及18間中醫教研中心提供政府資助門診和住院服務，及設立5億元專項基金以促進中醫藥應用研究和專科發展
- 繼續推行第一個十年醫院發展計劃及籌備第二個十年計劃，未來可提供超過9 000張病床
- 建議立法禁止入口、製造、銷售、分發及宣傳電子煙及其他新型吸煙產品（已於2022年4月30日實施）
- 為特定年齡組群女學童免費接種子宮頸癌疫苗
- 以先導計劃為小學生提供免費到校季節性流感疫苗接種服務、提高「疫苗資助計劃」資助額，並擴大合資格群組年齡至50至64歲人士
- 擴展關愛基金「長者牙科服務資助」項目受惠對象至65歲或以上領取長者生活津貼的長者

## 回響及批評

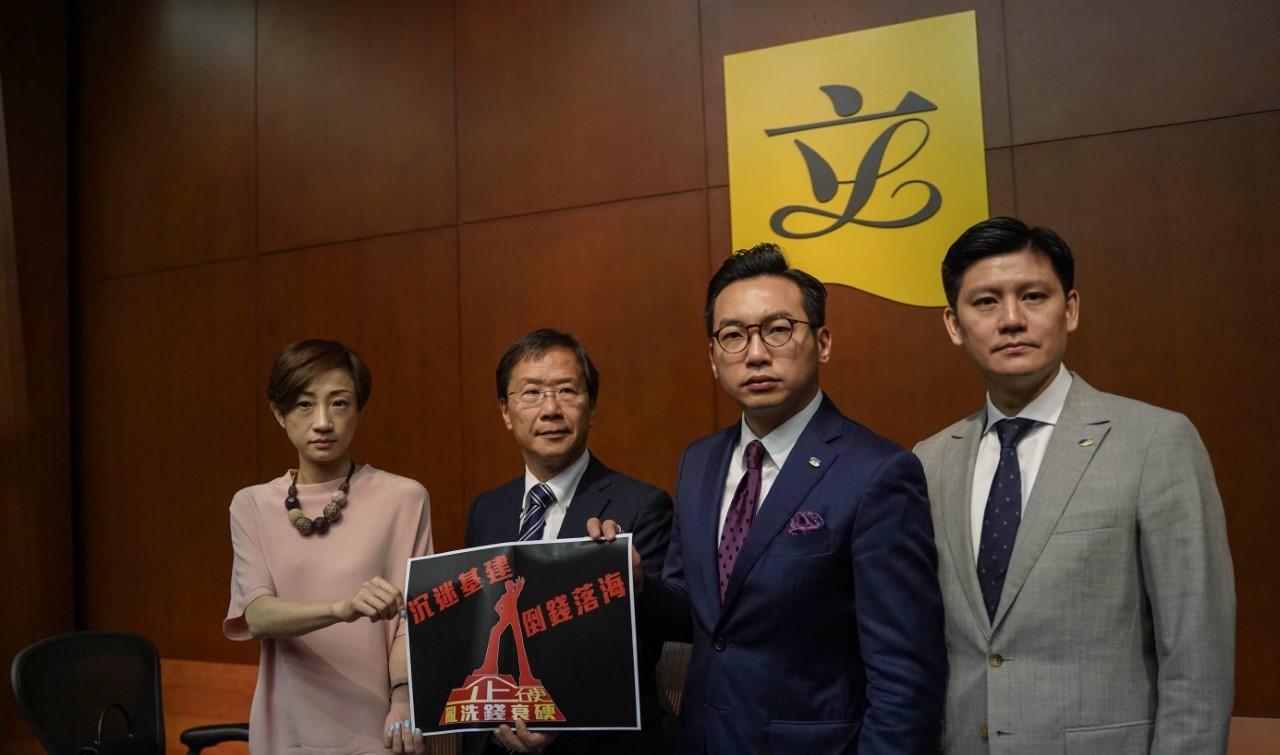
立法會泛民主派議員認為明日大嶼願景「倒錢落海」

- 多個泛民政黨反對明日大嶼願景計劃，認為填海成本超過5000億，是掏空香港人的庫房、造地時間長和破壞生態環境和平衡，而且漠視公眾意見。而公私營合作的「土地共享先導計劃」明益地產商。[2]

- 民建聯讚揚施政報告描劃未來，認同林鄭關注土地政策；經民聯則希望政府盡快落實明日大嶼願景計劃細節；新民黨主席葉劉淑儀稱報告內容非常豐富全面；自由黨不滿勞工福利政策向商界開刀，鍾國斌狠批是歷年最差的施政報告。[3]

- 《施政報告》提出加減隧道費達致分流，民主派和建制派政黨認為新收費加幅驚人，表明反對。

## 外部連結
- 行政長官2018年施政報告官方網站（页面存档备份，存于）